# Emo-pop
L'emo-pop è un sottogenere dell'emo dalle caratteristiche particolarmente commerciali, sviluppato nei primi anni 2000 negli Stati Uniti.

## Storia
Nei primi anni 2000, quando l'emo cominciò a diventare uno stile maggiormente commerciale, molti artisti mutarono il loro sound, che nel primo periodo era caratterizzato da strutture non convenzionali, artistiche e sperimentali. Mentre vennero mantenute le tematiche profonde e quasi spirituali, gruppi come Jimmy Eat World si orientarono su influenze più pop, spesso semplificando la loro formula con brani più essenziali e ritornelli orecchiabili. Questo nuovo stile cominciò ad attirare un pubblico adolescenziale, grazie al sound che mescolava l'angoscia giovanile con produzioni di buona qualità e intenti chiaramente commerciali. Furono i Jimmy Eat World a dare ufficialmente inizio al movimento emo-pop nel 2001 con il disco Bleed American, dal quale venne estratto il singolo The Middle che ottenne la 5ª posizione nelle classifiche statunitensi. Gli Weezer contribuirono ulteriormente all'emersione dell'emo-pop, tralasciando le tematiche oscure trattate nel loro secondo album Pinkerton (1996) a favore di un sound più commerciale e vivace nel successivo Weezer (2001). Mentre band come i My Chemical Romance mantennero un'impronta dark/neo-gotica, l'emo-pop era decisamente più vivace e allegro, ed ottenne un successo commerciale più elevato del primo emo (emotional hardcore) e di altre sue varianti come lo screamo. L'emo-pop presto si affermò come un genere basato su sonorità fortemente melodiche, chitarre ritmiche, riff semplici, e temi riguardanti l'adolescenza, i rapporti, e le delusioni d'amore. Quando il nuovo genere cominciò a dominare la scena musicale, etichette discografiche dedicate al punk rock come la Fueled by Ramen divennero tra le label di riferimento per il movimento emo-pop, pubblicando vari dischi di artisti come Fall Out Boy, Panic at the Disco e Paramore, tra cui molti che otterranno il platino. L'emo-pop è un fenomeno chiaramente statunitense, sviluppatosi particolarmente in Florida (nel quale hanno sede sia l'etichetta Fueled by Ramen che il gruppo Dashboard Confessional) e nel Midwest statunitense. Il nativo dell'Illinois Pete Wentz, bassista dei Fall Out Boy, rafforzò la scena nella sua regione, fondando la sua etichetta discografica, la Decaydance Records, in supporto ai nuovi gruppi emergenti.
In Italia gli anni 2000 hanno visto l'emergere di gruppi affiliati al pop punk e che attingevano a suoni più pop come dARI, Lost, Finley, Sonohra e Vanilla Sky, che hanno fatto entrare il genere nel mainstream e favorito il diffondersi dell'emo anche come sottocultura.
Nel decennio successivo il genere ha visto un declino, per poi tornare nel mainstream contaminandosi con emo rap e trap negli anni 2020.
Per quanto riguarda la musica italiana, la rivista online Rolling Stone Italia e il sito Rockol negli anni 2020 hanno avvicinato la cantautrice indie Ariete al genere emo-pop.